# نخست‌بندپهلو
نخست‌بندپهلو(نام علمی: Eoarthropleura) نام یک سرده از زیررده بندپهلویان است.